# PGC 212949
LEDA/PGC 212949 ist eine leuchtschwache Galaxie im Sternbild Widder auf der Ekliptik. Sie ist schätzungsweise 165 Millionen Lichtjahre von der Milchstraße entfernt. Vom Sonnensystem aus entfernt sich das Objekt mit einer errechneten Radialgeschwindigkeit von näherungsweise 3.600 Kilometern pro Sekunde.
Im selben Himmelsareal befinden sich unter anderem die Galaxien NGC 871, PGC 8739, PGC 90603, PGC 1469738.